# Silene obtusidentata
Silene obtusidentata är en nejlikväxtart som beskrevs av Boris Fedtjenko och M. Pop. Silene obtusidentata ingår i släktet glimmar, och familjen nejlikväxter. Inga underarter finns listade i Catalogue of Life.